# Leucania bistrigata
Mythimna bistrigata là một loài bướm đêm trong họ Noctuidae.

## Hình ảnh

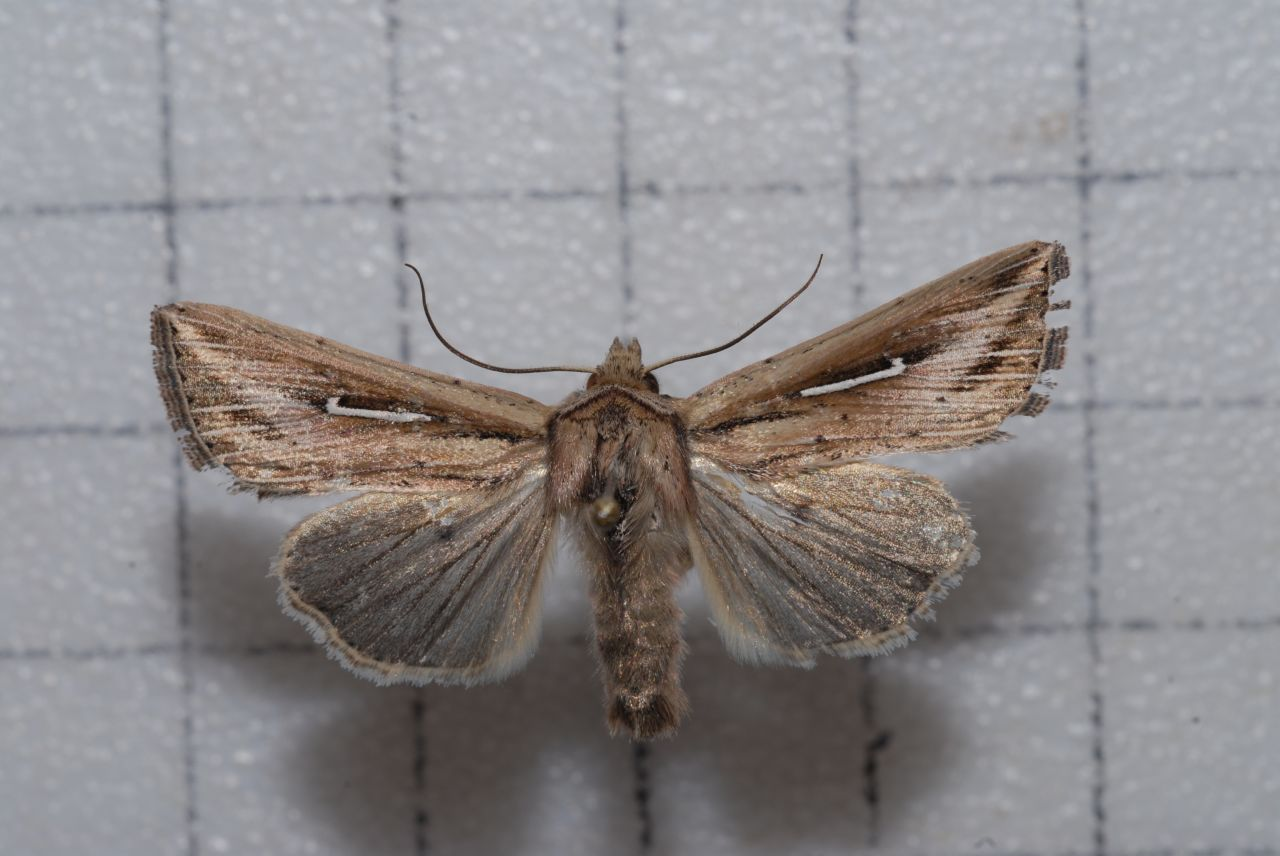
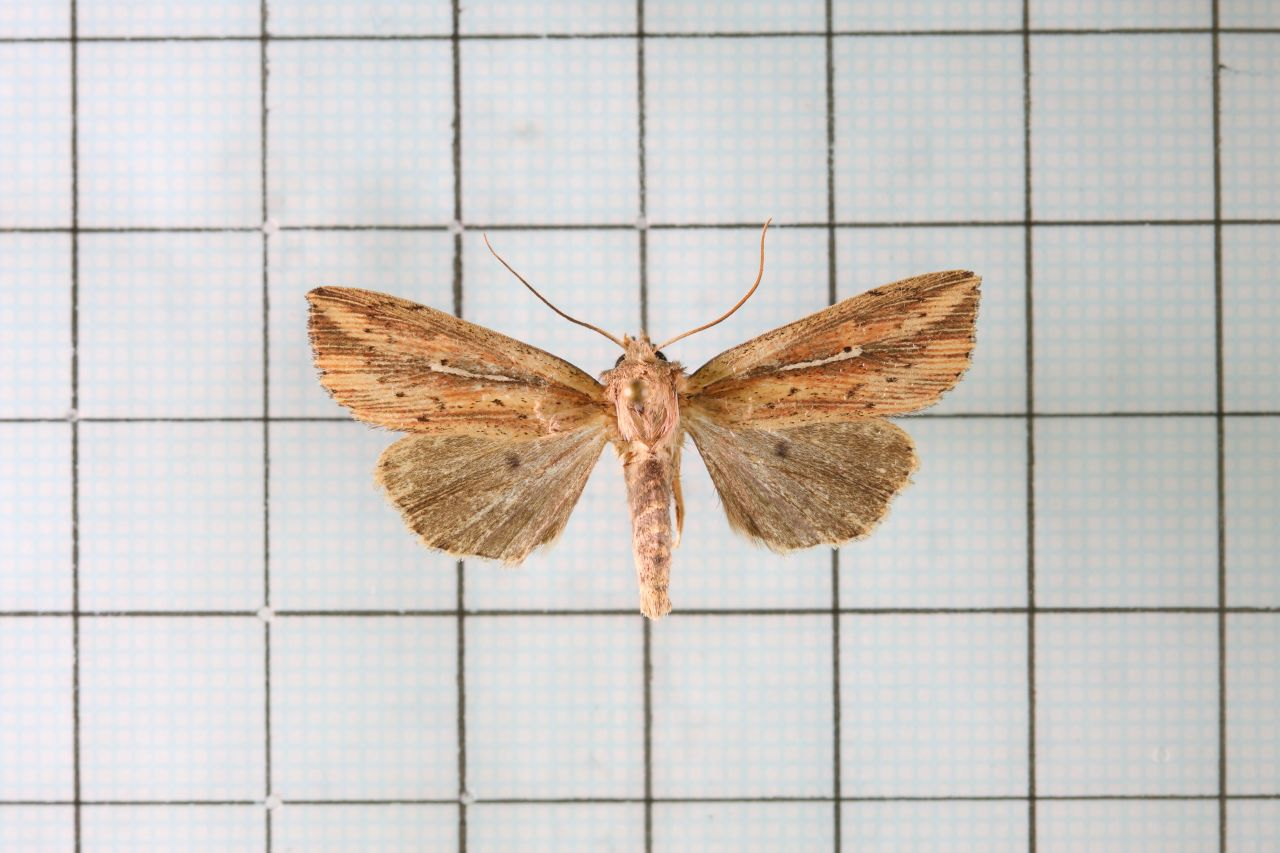
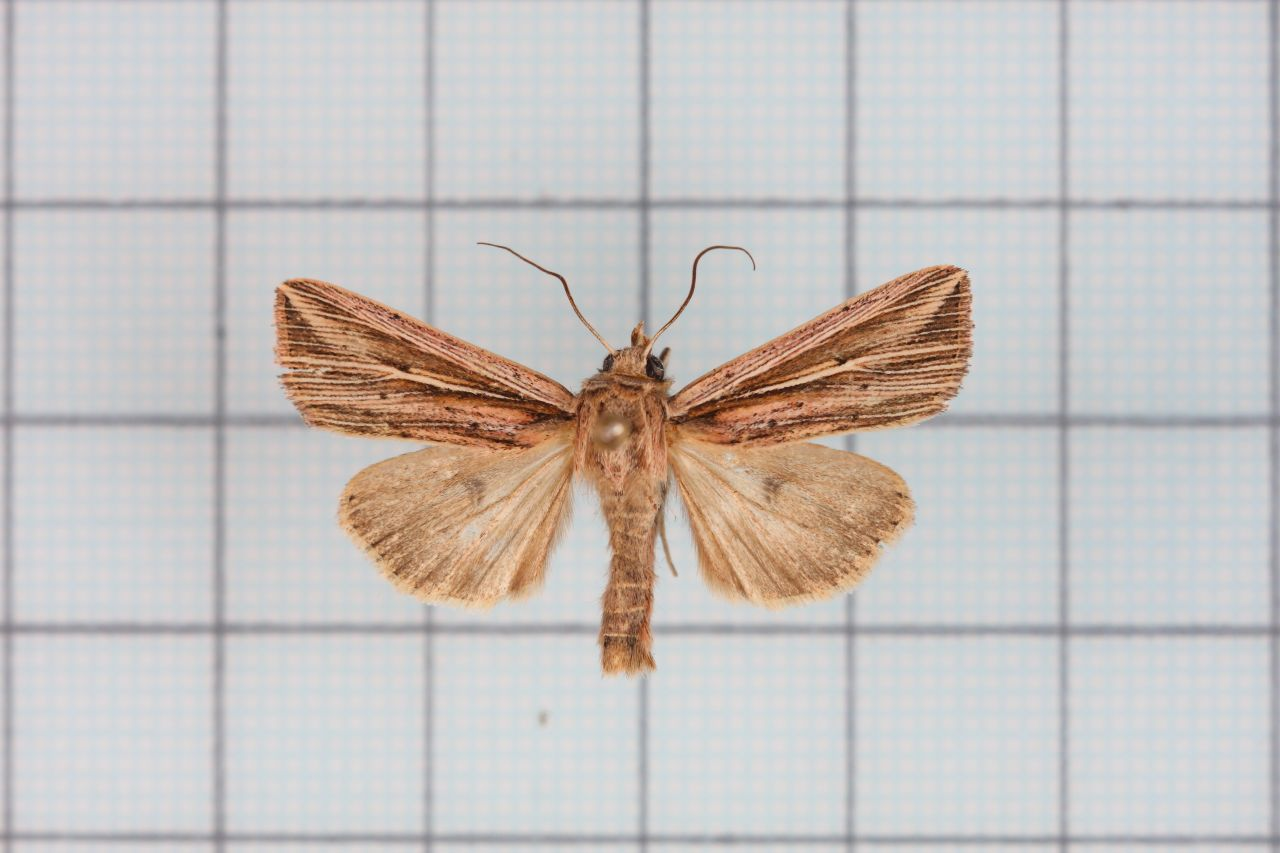
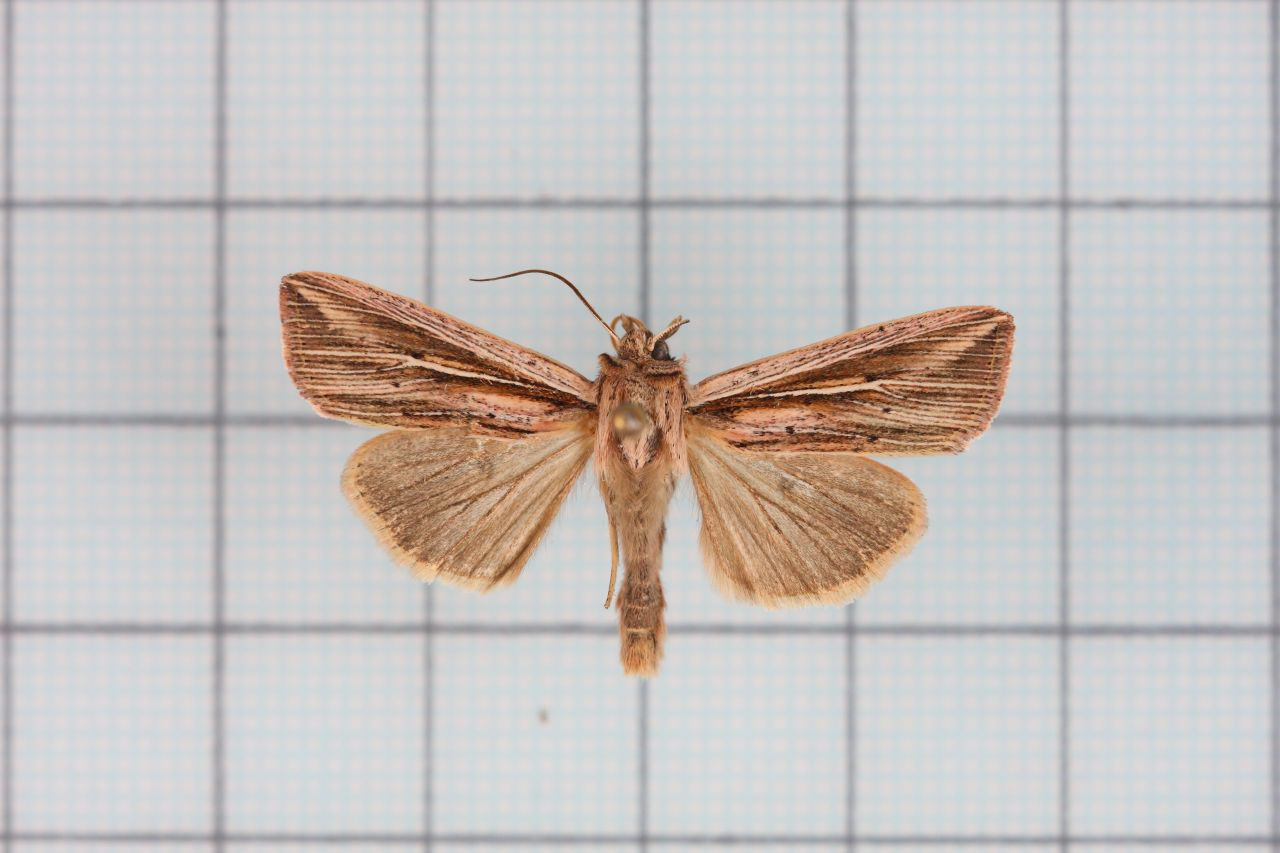